# Destroy Lonely
Destroy Lonely (настоящее имя — Бо́бби Уо́рдел Сандима́ни III; англ. Bobby Wardel Sandimanie III; род. 30 июля 2001, Атланта) — американский рэпер. Наиболее известен своим микстейпом No Stylist, который достиг 91 строчки в Billboard 200.
В начале 2021 года Destroy Lonely подписал контракт с лейблом Playboi Carti Opium.

## Биография

### Ранние годы
Родился 30 июля 2001 года в Атланте, штат Джорджия, в семье рэпера I-20. У Бобби есть две младшие сестры и старший брат. В шестом классе с разрешения бабушки перешёл на домашнее обучение, но снова вернулся в школу спустя три года, где начал злоупотреблять ксанаксом.

### 2015—2019: Начало творческого пути
Рэпер начал заниматься музыкой в возрасте 14 лет, сочиняя свои первые песни в студии звукозаписи в школе. В школе он познакомился с Тексако и Nezzus, которые продюсировали многие из его ранних работ и продолжали работать с ним над более поздними школьными проектами. Сразу после знакомства с Nezzus они начали запись своего первого проекта NezzusDestroyed.

### 2020 — Наше время: Первая популярность, альбомы и Opium
25 сентября 2020 года Destroy Lonely выпустил свой третий микстейп под названием </3, а через месяц, 31 октября 2020 года, вышло делюкс-
издание </3². В декабре 2020 года исполнителя заметил рэпер Playboi Carti и уже в начале 2021 года подписал Бобби на свой лейбл Opium.
В августе 2022 года Destroy Lonely выпустил свой пятый микстейп No Stylist.
3 марта 2023 года Destroy Lonely выпустил трек «If Looks Could Kill», который стал лид-синглом с одноимённого дебютного студийного альбома.
30 августа 2024 года Destroy Lonely выпустил трек «Omega» вместе с российским исполнителем Pharaoh.
30 августа 2024 года Lonely выпустил свой второй студийный альбом Love Lasts Forever, который достиг 1-го места в рейтинге Billboard Top R&B/Hip-Hop Albums.
5 сентября была выпущена делюкс-версия на альбом "Love Last Forever" с новыми двумя треками, на сайте продаётся коллекционное издание с 5 новыми треками.

## Музыкальный стиль
Журнал Rolling Stone отмечает уникальный способ Destroy Lonely менять ритм и использовать юмористические тексты в своей музыке. Брэндоном Каллендером из The Fader описывает его стиль следующим образом: «У Destroy Lonely эклектичный слух к мерцающим, атмосферным битам, которые функционируют как холсты, а его голос как яркие брызги краски». Данное атмосферное звучание достигается за счёт использования эмбиент-синтезаторов и сэмплов из оркестров и саундтреков к видеоиграм, таких как Genshin Impact.

## Дискография
Студийные альбомы
- NS+ (2022)
- If Looks Could Kill (2023)
- Love Lasts Forever[англ.] (2024)
- Love Lasts Forever V2.5 [13](2024)

### Синглы
- «If Looks Could Kill» (2023)
- «Turn Your Phone Off» (совместно с PinkPantheress) (2023)
- «Luv 4 Ya» (2024)
- «Omega» (совместно с Pharaoh) (2024)